# Deidad de la muerte

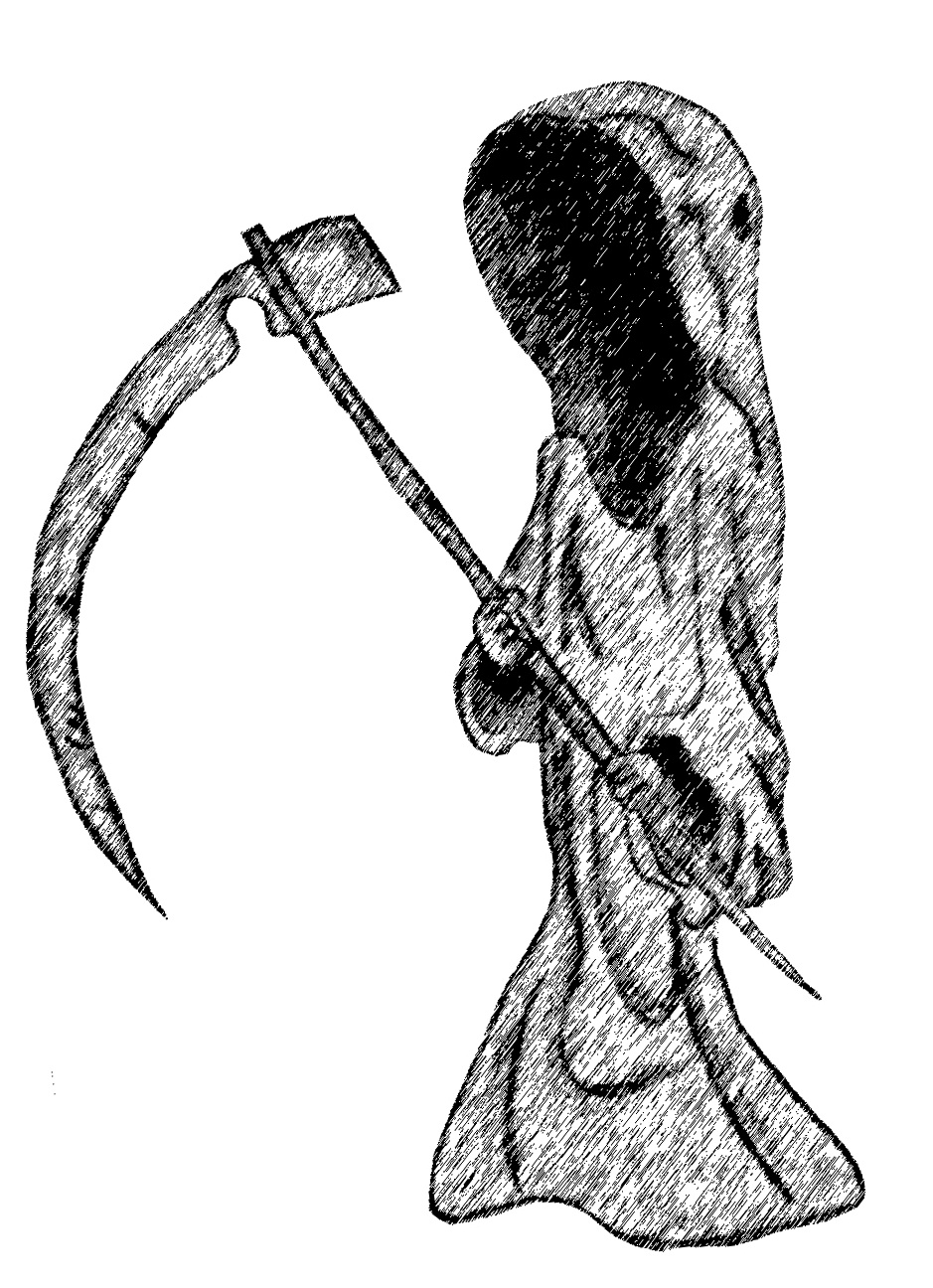
Representación de un dios de la muerte, con capa y guadaña.

Una deidad de la muerte, en mitología y/o religión, es una deidad introducida por la mayoría de las culturas del mundo, estrechamente asociada con la muerte, el Más Allá o el inframundo. La atribución y  personificación de la muerte a través  de una deidad depende del concepto que cada cultura tenga del Más Allá o sus relaciones asociadas, por lo que su papel puede ser tanto positivo como negativo. Para superar lo natural de la muerte, se ha pretendido a lo largo de los siglos, establecer con ella un sentido cultural a través de las deidades o seres sobrenaturales, además de los ritos y ceremonias que pudieran conllevar.
Y, sin embargo, no hay ninguna civilización que no se
haya esforzado por superar el carácter natural de la muerte, dotándola de un sentido cultural a través de los mitos, los ritos, la creación de seres sobrehumanos especiales y la
institución de agentes sacros ad hoc.
A menudo se encuentran entre los entes más poderosos e importantes de una tradición determinada, lo que refleja el hecho de que la muerte, al igual que el nacimiento, es fundamental en la experiencia humana. En las religiones en las que un único dios es el principal objeto de culto, la representación de la muerte suele ser el antagonista de ese dios, y la lucha entre ambos es fundamental en el folclore de esa cultura. En estos modelos dualistas, la deidad principal suele representar el bien, y la deidad de la muerte encarna el mal. Del mismo modo, generalmente, el culto a la muerte se utiliza como término despectivo para acusar a ciertos grupos de prácticas moralmente aborrecibles que no otorgan ningún valor a la vida humana. En las religiones monoteístas, la muerte suele estar personificada por un ángel o por un demonio que se opone a la divinidad.

## Ocurrencia
En las religiones politeístas que tienen un complejo sistema de deidades que gobiernan diversos fenómenos naturales y aspectos de la vida humana, es común tener una deidad a la que se le asigna la función de presidir la muerte. En realidad, esta deidad puede quitar la vida a los humanos o, más comúnmente, gobernar la otra vida en ese sistema de creencias en particular (una sola religión puede tener deidades separadas que realizan ambas tareas). La deidad puede ser buena, mala o neutra y simplemente hacer su trabajo, en marcado contraste con muchas representaciones modernas de las deidades de la muerte, inherentemente malvadas, solo porque se teme a la muerte. Hades de la mitología griega es un elemento especialmente común. La inclusión de una deidad regional de la muerte en el panteón de una religión no es necesariamente lo mismo que la glorificación de la muerte.
Una deidad de la muerte puede ser tanto masculina como femenina, a diferencia de algunas características que parecen dirigirse hacia un género en particular, como por ejemplo, que las deidades de la fertilidad y la tierra sean femeninas y las deidades de la tormenta sean masculinas. Una sola religión/mitología puede tener deidades de la muerte de más de un género existentes al mismo tiempo y pueden ser concebidos como una pareja casada que gobierna juntos el Más Allá, como ocurrió con los griegos, los romanos y los aztecas.
En las religiones monoteístas, un dios único gobierna tanto la vida como la muerte (así como todo lo demás). Sin embargo, en la práctica esto se manifiesta en diferentes rituales y tradiciones y varía según una serie de factores que incluyen la geografía, la política, las tradiciones y la influencia de otras religiones.

## Diferenciación
Los gobernantes del inframundo no son necesariamente deidades en sentido estricto. A veces, son héroes o reyes míticos que actuaban como gobernantes del inframundo y jueces de los muertos, como era el caso de los griegos Minos y Radamantis. También estaba muy extendida la idea de que los reyes gobernaban las almas de sus súbditos fallecidos después de la muerte. Por ejemplo, Aquiles gobernó los Prados Asfódelos y a sus habitantes tras su muerte. Además, existe el gobierno de los muertos ejercido por un demonio o demonio jefe, como en la mitología cristiana, en la que Satán es el gobernante del Infierno.

## Deidades de la muerte en diferentes culturas
Algunos ejemplos en las mitologías de:
- Mesopotamia: Nergal y su esposa Ereškigal, considerados la pareja gobernante del inframundo.
- Antiguo Egipto: Osiris, dios de los muertos, resurrección y vida, y el asistente de los muertos Anubis.
- Ugarit: Mot, dios de la muerte.
- Hititas: Lelwani, dios del inframundo que más tarde adoptó un género femenino.[3]
- Hurritas: diosa Allani o Allatu, quien estaba dividida en dos deidades, Allani (diosa del sol de la Tierra) y Allatu (Lelwani).[4]
- Antigua Grecia: dios Hades, la personificación de la muerte, Tánatos, el heraldo de la muerte, Ker y el compañero de los muertos, Hermes.
- Etruscos: Aita, dios del inframundo[5] y Calu, dios de la muerte.
- Antigua Roma: Dis Pater (a veces acentuando su poder punitivo como Orcus), soberano del inframundo y Mors, personificación de la muerte.
- Eslavos: Veles, dios de la muerte.
- Nórdicos: Hela, diosa que gobernaba el reino de los muertos.
- Celtas irlandeses: Dagda, señor de las almas y también Cromm Cruach, Donn y Tigernmas.
- Galos: Teutates y Taranis, dioses de la noche.
- Guanches: Guayota, demonio que habitaba en el Teide.
- Galeses: Arawn, señor del inframundo.
- Hinduismo: Iama, dios de la muerte.
- Aztecas: Mictecacíhuatl, señora de los muertos y Mictlantecuhtli, señor del lugar de los muertos.
- Mayas: Ah Puch, dios y rey de Xibalbá, el inframundo.
- Incas: Supay, dios de la muerte y señor del Uku Pacha (mundo interior).
- Taoísmo, budismo y China: Yanluowang, dios de la muerte y el juicio, que trabaja en el Diyu.
- Vudú: Barón Samedi, un loa de los muertos.
- Japón: Izanami, diosa de la muerte y dueña del inframundo Yomi.
- India / Japón / China / Tíbet: Iama, dios de la muerte.